# Odiellus remyi
Odiellus remyi is een hooiwagen uit de familie echte hooiwagens (Phalangiidae).